# Brändaholm

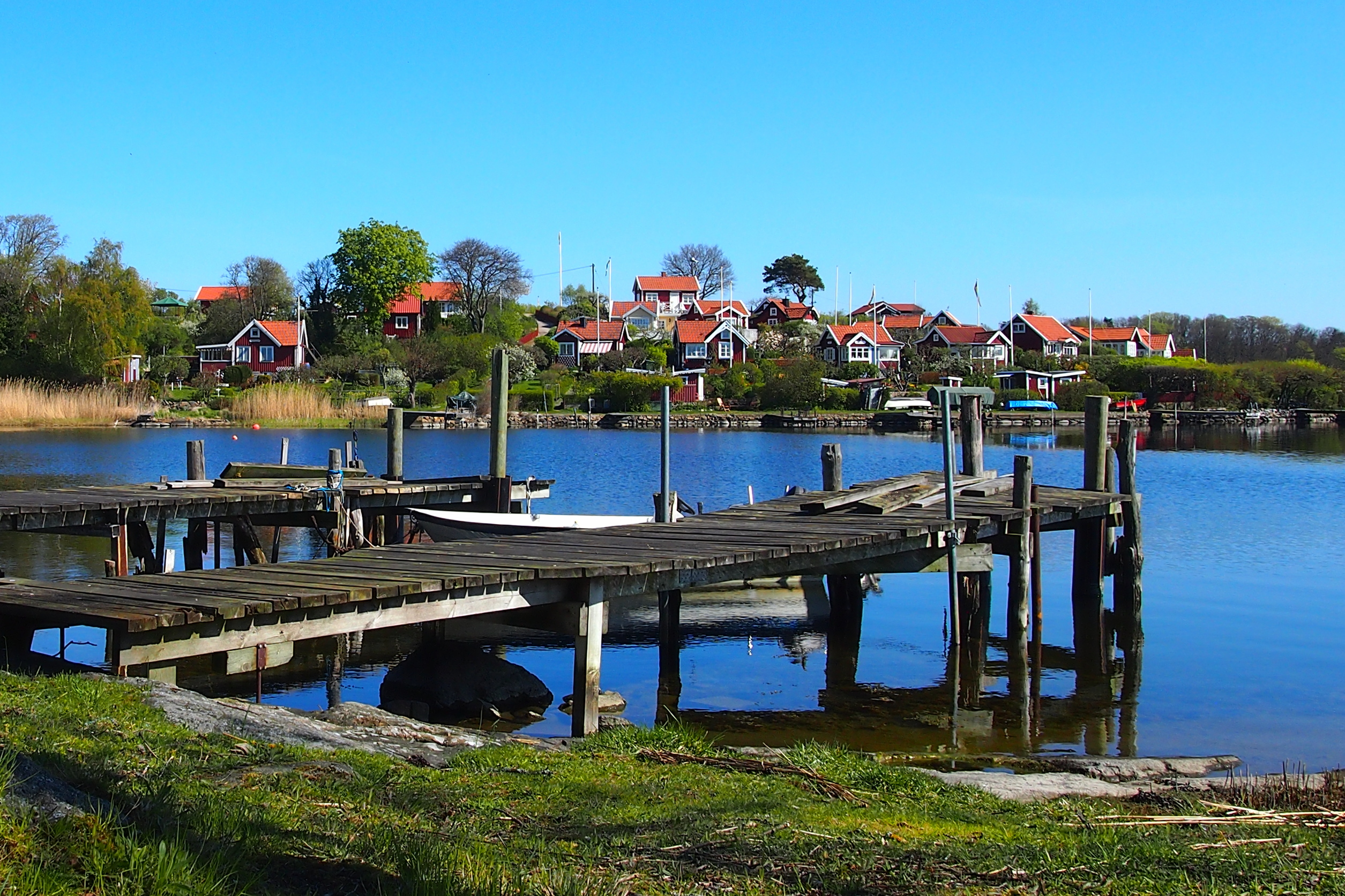
Brändaholm, Sicht von Saltö.

Brändaholm ist eine Landzunge der Insel Dragsö im Schärengarten Karlskronas in der südschwedischen Provinz Blekinge län, auf der eine Kleingartensiedlung steht.
Die Siedlung besteht aus 45 Häuschen die allesamt in den für Schweden als typisch geltenden Farben Rot und Weiß gestrichen sind. Die Häuschen sind sehr begehrt und kommen kaum auf den freien Markt. Um eines der Häuschen zu erwerben, benötigt man den Hauptwohnsitz in der Gemeinde Karlskrona.
Die Sicht auf Brändaholm ist wegen der scheinbar dicht beieinander stehenden, typisch Schwedischen Häuschen, eines der häufigen Ansichtskartenmotive Schwedens.

## Weblink
- Website Brändaholm (SV/EN)

Koordinaten: 56° 10′ 13,2″ N, 15° 34′ 12,3″ O